# Isola Nezametnyj
L'isola Nezametnyj  o "isola nascosta" (in russo Остров Незаметный, ostrov Nezametnyj) è una piccola isola russa che fa parte dell'arcipelago della Terra di Francesco Giuseppe, nell'Oceano Artico.

## Geografia
L'isola ha una forma allungata e misura circa 600 metri; si trova nella parte occidentale dell'arcipelago, 3,5 km a est della Terra del Principe Giorgio, nelle acque del golfo di Clements Markham.